# Magnifique (album de Ratatat)
Pour les articles homonymes, voir Magnifique.
Albums de Ratatat
LP4
(2010)
Magnifique est le cinquième album de Ratatat, sorti le 17 juillet 2015. L'album contient 14 morceaux, dont 13 sont des compositions originales du groupe. Le titre I Will Return est une reprise du single de Phil Cordell paru en 1971. La pochette de l'album est un dessin réalisé par Ratatat.

## Contexte
L'album sort le 17 juillet 2015 après cinq ans d'absence. Le groupe dit avoir voulu prendre le temps de réfléchir à la direction que Ratatat devait prendre. En effet, avec LP3 et LP4 le groupe s'était éloigné du son de Ratatat et Classics, leurs deux premiers albums, en expérimentant avec des synthétiseurs et des machines. Dans Magnifique, Ratatat revient avec des musiques basées sur les guitares, à l'instar des deux premiers albums du groupe.
Le groupe expérimente dans cet album la steel guitar, un instrument populaire dans les années 50, 60. Le groupe dit avoir passé des heures à regarder des vidéos de steel guitar sur YouTube, et avoir trouvé un son « unique, très particulier ».
Le groupe se dit en effet fan d'artistes comme Santo & Johnny, dont les sonorités hawaïennes se retrouvent dans certaines musiques de l'album Magnifique. La guitare de la musique Magnifique ou les sonorités hawaïennes de Drift semblent inspirées par ce groupe, par exemple leur musique Sleepwalk. Ratatat s'avoue également fan de Pete Drake et on retrouve le piano de la musique Forever de Pete Drake dans Magnifique. Le groupe indique aussi adorer le jeu de musiciens comme Alvino Rey ou Buddy Emmons. Tous ces artistes utilisent une steel guitar et les sonorités de leurs musiques se retrouvent au long de l'album de Ratatat.
Alors que le streaming et l'écoute de morceaux isolés du reste de l'album sont populaires, le groupe a voulu un album à écouter en intégralité. L'album contient en effet deux pistes Intro et Outro et Ratatat indique que l'album a été conçu comme « une expérience complète ».

## Caractéristiques artistiques

### Titre et pochette
Le titre de l'album vient de la musique Magnifique tirée de ce même album. Le groupe dit qu'il trouve le mot joli et qu'il s'agit d'un des rares mots français qu'il connaît. Ratatat précise que ce titre est une sorte de blague, comme s'ils se félicitaient de leur bon travail.
La pochette de l'album est dessinée par les deux membres de Ratatat. Elle représente un ensemble de visages dessinés en noir et blanc. Ce sont pour la plupart des personnages fictifs, mais certains personnages sont réels, on retrouve ainsi Al Pacino, Roy Orbison ou le skateboarder Lance Mountain. L'idée du collage vient du fait que les membres du groupe ont passé les pauses des sessions d'enregistrement à dessiner les visages présents sur les journaux et à décorer les murs avec des photos découpées,.

## Singles
Le premier single extrait de l'album est Cream on Chrome. Le titre est mis en ligne par le groupe le 11 avril 2015 sur leur chaîne YouTube la même journée que leur live à Coachella. Le single est disponible le 15 avril 2015.
Le second single Abrasive sort le 16 juin 2015. Le groupe publie également ce titre sur YouTube, un clip réalisé par Evan Mast accompagnant le morceau. On y retrouve le même style de dessin que celui présent sur la pochette de l'album.
Le troisième single, Nightclub Amnesia, sort le 3 juillet 2015.

## Liste des pistes
| 1.    | Intro                | 1:02 |
| 2.    | Cream on Chrome      | 4:16 |
| 3.    | Magnifique           | 2:52 |
| 4.    | Abrasive             | 4:17 |
| 5.    | Countach             | 2:32 |
| 6.    | Drift                | 3:23 |
| 7.    | Pricks of Brightness | 3:08 |
| 8.    | Nightclub Amnesia    | 6:18 |
| 9.    | Cold Fingers         | 2:01 |
| 10.   | Supreme              | 3:01 |
| 11.   | Rome                 | 5:33 |
| 12.   | Primetime            | 1:58 |
| 13.   | I Will Return        | 4:00 |
| 14.   | Outro                | 0:36 |
| 44:47 |                      |      |

## Live
Ratatat effectue comme pour ses précédents albums une tournée en Europe et Amérique du Nord. Cependant le groupe va régulièrement préférer participer à des festivals plutôt que livrer des concerts. Les membres du groupe indiquent une expérience « différérente » et peuvent toucher un public qui ne les connaîtrait pas. Ainsi le groupe va se produire à Coachella, ou  encore en France au festival We love green, à La Route du Rock, au Cabaret Vert ou encore au Pitchfork Festival à Paris.

## Charts
| Chart (2015)                             | Meilleure position |
| ---------------------------------------- | ------------------ |
| France (SNEP)                            | 36                 |
| Australie (ARIA)                         | 29                 |
| Belgique (Flandre Ultratop)              | 200                |
| Belgique (Wallonie Ultratop)             | 123                |
| États-Unis (Billboard 200)               | 36                 |
| États-Unis (Top Dance/Electronic Albums) | 1                  |